# Assel (Luxemburg)
Assel (en luxemburguès: Aassel ; en alemany:  Assel) és una vila de la comuna de Bous situada al districte de Grevenmacher del cantó de Remich. Està a uns 15 km de distància de la ciutat de Luxemburg.